# Ortolana
Beata Ortolana de Asís (siglo XII – Asís, antes de 1238), Hortolana u Hortulana fue mujer del noble Favarone Offreduccio y madre de tres santas: Clara de Asís, de santa Inés de Asís y de Beatriz de Asís. Se unió al monasterio de San Damián, fundado por su hija Clara, tras quedar viuda de su marido. Beatificada por la Iglesia Católica, su onomástico se celebra el 18 de agosto.

## Reseña biográfica

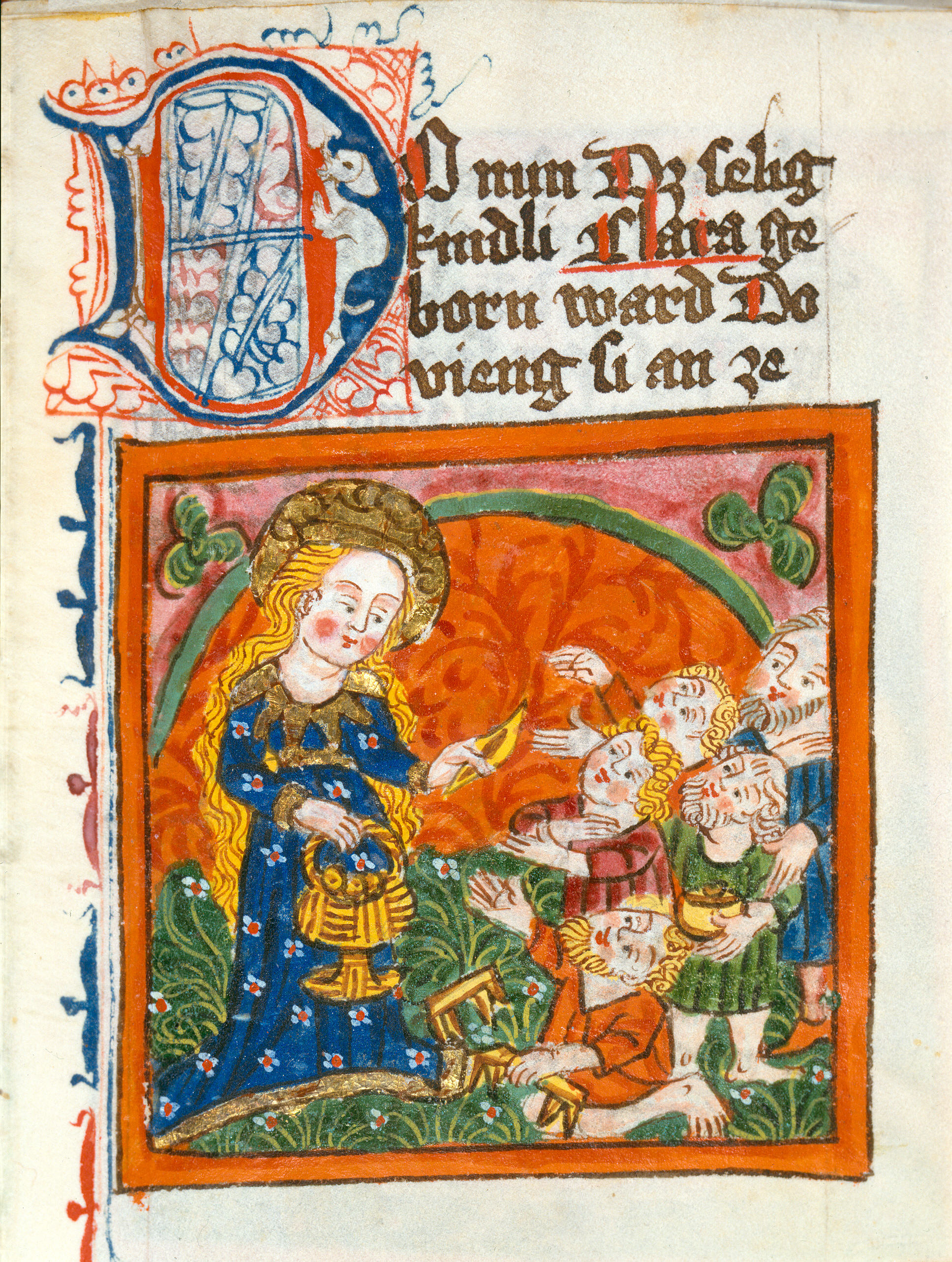
Santa Clara reparte limosna. Biblioteca Estatal de Baden, Karlsruhe, Códice Tennenbach

Es la madre de tres santas: la gran santa Clara de Asís, santa Inés de Asís y Beatriz de Asís, esta última, considerada beata por tradición.  Es posible que tuviera dos hijos: Bosone y Penenda, pero las fuentes no son precisas.
Se casó con el “noble, grande y poderoso” Favarone en torno a 1180, unos años después de que Conrado de Lutzen, lugarteniente de Federico I Barbarroja, se hubiese instalado en la Rocca (1177), la fortaleza que dominaba Asís. Era descendiente de una ilustre familia de Sterpeto, los Eiumi. Ambas familias pertenecían a la más augusta aristocracia de Asís; Favorino tenía el título de Conde de Sasso–Rosso.
Mujer profundamente piadosa e independiente, peregrinó a Jerusalén, a San Miguel en el monte Gargano y a la tumba de los apóstoles en Roma. En 1187, Saladino se apoderó de Jerusalén; el 2 de septiembre de 1192, concedió a los cristianos una tregua de tres años y les permitió a los peregrinos sin armas el acceso a los Santos Lugares. Probablemente, ese mismo año, Ortolana peregrinó a Jerusalén junto a su amiga y vecina Pacífica -que también acabaría uniéndose a la comunidad de San Damián.
Según la leyenda, durante el viaje a Tierra Santa, en el Sinaí, el grupo con el que viajaba fue atacado por bandidos. Ortolana invocó a Santa Catalina Mártir, patrona de Egipto, prometiéndole que si les salvaba le pondría su nombre a su primera hija. Sin embargo, en Jerusalén, mientras oraba tuvo una visión: de su vientre salía una rama con tres vástagos luminosos, y entendió que significaba que tendría tres hijas que serían gloria del mundo.
En el proceso de beatificación de Santa Clara, Sor Cecilia de Cacciaguerra declaró como escuchó a Ortolana que una voz le reveló que su hija sería "una gran luz para muchos", por lo que le puso el nombre de Clara a su primogénita (Clara de Asís nació en 1194). Sor Felipa de Messer declara la misma visión, aunque ella se la escuchó a Santa Clara:

Manifestó también la dicha testigo que madonna Clara había referido a las  hermanas que, cuando su madre estaba encinta de ella, fue a la Iglesia  y, estando ante la cruz, mientras oraba devotamente, rogando a Dios que  la socorriese y ayudase en el peligro del parto, oyó una voz que le  dijo: «Alumbrarás una luz que iluminará mucho al mundo».

Tras la sublevación de Asís contra Conrado de Lutzen que llevó a la independencia de Asís, Ortolana y su familia marcharon al exilio, instalándose en Perusa. Declarada la guerra entre Perusa y Asís, no volvieron del exilio hasta la firma de la primera paz entre ambas ciudades en 1203.
En su madurez, decidió unirse a la orden de su hija Clara en San Damián tras un sermón en la catedral un Domingo de Ramos.

Su madre, llamada Hortulana -mujer entregada a las obras de piedad-, siguiendo los pasos de su hija, se consagró luego profesando esta religión; y en la misma acabó felizmente sus días la muy hábil hortelana, que produjo tal planta en el huerto del señor.

En el proceso de canonización de Santa Clara, Sor Pacífica Guelfuccio, amiga y pariente de Ortolana, declaró:

También dijo que la dicha madonna Clara había nacido de noble familia, de padre y  madre honrados, y que su padre fue caballero y se llamó messer Favarone; la testigo no lo vio. Pero sí conoció a la madre, llamada  madonna Hortulana; la cual madonna Hortulana viajó allende el mar por piedad y devoción. Y la testigo, igualmente por razones de piedad, viajó a ultramar con ella; y también viajaron juntas al Santo Ángel [San Miguel del Monte Gárgano] y a Roma. Y dijo que ella visitaba gustosamente a los pobres. Preguntada cómo sabía estas cosas, contestó: Porque era su vecina y había vivido con ella, como se ha dicho arriba.

También dijo que madonna Hortulana entró después en la misma Orden que  su santa hija la bienaventurada Clara, y vivió en ella con las otras  hermanas en mucha humildad; y en ella, adornada de religiosas y santas obras, pasó de esta vida.

Sor Amata de Corozano declaró lo siguiente:

Declaró también que un niño de Perusa tenía en un ojo una nube que se lo cubría por completo. Y por eso fue llevado a santa Clara, la cual le tocó el ojo y luego le hizo la señal de la cruz. Y dijo en seguida: «Llevadlo a mi madre sor Hortulana (que estaba en el monasterio de San Damián), y que haga sobre él la señal de la cruz». Hecho esto, el niño quedó curado. Por lo que santa Clara decía que lo había curado su madre; y, por el contrario, la madre decía que lo había curado su hija madonna Clara; y, así, cada una atribuía esta gracia a la otra.

Preguntada sobre cuánto tiempo antes había visto al niño con aquella mancha, respondió que fue cuando lo llevaron al monasterio a la dicha madonna Clara; no lo había visto ni antes ni después de su curación, pues salió inmediatamente del monasterio. Y la testigo había estado siempre en el  monasterio por todo el tiempo ya dicho.

Ortolana murió antes de 1238. Fue enterrada en San Damián, aunque en 1260 se trasladaron sus restos a la iglesia de San Jorge de Asís. En la capilla de Santa Inés de Asís, se conservan los cuerpos de Hortolana, Inés, Beatriz y las primeras compañeras de Santa Clara.

## Veneración
- Es venerada en la Iglesia católica.